# Dyka enerhija Lana
Dyka enerhija - Lana (ukrainska: Дика енергія - Лана) är en bok skriven av de ukrainska författarna Maryna och Serhij Djatjenko, som blev utnämnda till Europas bästa författare i Skottland 2005.  
Boken släpptes i mars 2006 i Ukraina och är översatt till bland annat engelska.
Boken kan också kopplas ihop med den ukrainska sångerskan Ruslana som samarbetar med författarna och använder boken som inspiration till sin nya musik.
Ruslana pryder för övrigt också bokens framsida som finns i två olika versioner.